# Central United
Central United FC – nowozelandzki klub piłkarski z siedzibą w Auckland, obecnie występuje w Northern League. Założony w 1962 przez grupę młodych chorwackich imigrantów pochodzących z Dalmacji.

## Osiągnięcia
- Mistrzostwa Nowej Zelandii (2): 1999 i 2001;
- Zdobywca Chatham Cup (5): 1997, 1998, 2005, 2007 i 2012;
- Mistrzostwa Northern Premier League (4): 2004, 2007, 2008 i 2016[2].